# Alexios IV. (Byzanz)

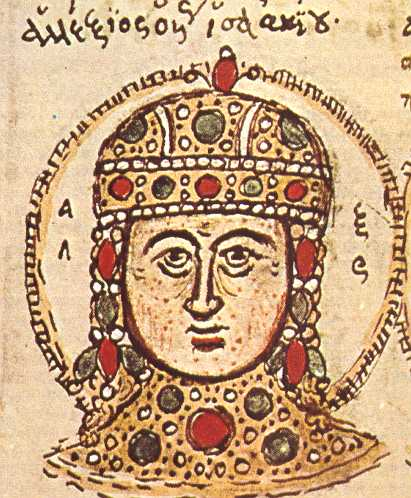
Alexios IV. Angelos

Alexios IV. Angelos (mittelgriechisch Ἀλέξιος Δʹ Ἄγγελος, * 1182; † 28. Januar 1204) war byzantinischer Kaiser vom 1. August 1203 bis zum 25. Januar 1204, als er für abgesetzt erklärt wurde.

## Leben
Alexios Angelos war der Sohn von Isaak II. Bei einem Staatsstreich seines Onkels, der fortan als Alexios III. regierte, wurde der jugendliche Alexios gemeinsam mit seinem gestürzten Vater gefangen genommen. Er entkam 1201 und floh zu seinem Schwager Philipp von Schwaben, der mit seiner Schwester Irene verheiratet war. Während seines Aufenthalts bei Philipp traf er dessen Vetter Bonifatius von Montferrat, den Führer des Vierten Kreuzzugs. Bonifatius und Alexios wollten den Kreuzzug nach Konstantinopel umleiten, um Alexios III. zu vertreiben. Im Gegenzug versprach Alexios die Verstärkung des Kreuzfahrerheeres durch byzantinische Soldaten und 200.000 Silbermark zum Begleichen der Vorauszahlungen Venedigs. Bonifatius und andere Führer des Kreuzzuges stimmten dem Angebot zu, so dass das eigentliche Ziel Ägypten verworfen und stattdessen Konstantinopel angesteuert wurde. Die Reaktion der heimischen Bevölkerung auf die Rückkehr Alexios’ war zweigeteilt: Während er etwa in Dyrrhachion freudig empfangen wurde, stieß er anderweitig auf heftige Ablehnung, da viele Einwohner – entgegen den westlichen Machthabern – Alexios III. als rechtmäßigen Herrscher betrachteten. Nachdem die Kreuzfahrer am 24. Juni 1203 Konstantinopel erreicht hatten, begannen mehrwöchige Verhandlungen mit dem Usurpator. Da diese jedoch keinen Erfolg brachten, musste Alexios erkennen, dass er seinen Anspruch nur mit militärischen Mitteln durchsetzen konnte.
Als die Kreuzfahrer am 17. Juli 1203 die Stadt angriffen, floh Alexios III. nach Thrakien. Doch die Byzantiner wählten nicht Alexios Angelos zum neuen Herrscher, sondern setzten seinen Vater Isaak wieder auf den Thron. Dieser war jedoch nach seinem Sturz geblendet worden und befand sich nach langjähriger Gefangenschaft in einer so schlechten Verfassung, dass er kaum regierungsfähig war. Auf Drängen der Kreuzfahrer rief Isaak seinen Sohn am 1. August als Alexios IV. zum Mit-Kaiser aus; faktisch lag die Macht jedoch allein bei Alexios.
Nun lag es an Alexios, sein Versprechen gegenüber den Kreuzfahrern zu erfüllen. Zwar konnte er durch beschlagnahmte Besitztümer der Kirche und seiner politischen Feinde etwa die Hälfte des Geldes aufbringen, doch Isaak wusste auf Grund seiner größeren Erfahrung einzuschätzen, dass das Byzantinische Reich zu dieser Zeit weder über genügend Soldaten noch finanzielle Mittel verfügte, um die Abmachung zur Gänze zu erfüllen. Daher blieben die Kreuzfahrer zunächst in Konstantinopel.
Mit der Zeit gab es immer größere Spannungen zwischen den Kreuzfahrern und den Bürgern von Konstantinopel. Da Alexios und Isaak diesen Zustand nicht zu ändern vermochten, wuchs die Unzufriedenheit der Bevölkerung. Am 25. Januar 1204 wurden die beiden Herrscher durch Alexios Murtzuphlos, den Führer der byzantinischen Partei, abgesetzt. Alexios wurde am 28. Januar ermordet, Isaak vermutlich vergiftet. Am selben Tag wurde Nikolaos Kanabos zum neuen Kaiser gewählt, doch nur wenige Tage später bestieg Alexios Murtzuphlos als Alexios V. selbst den Thron.